# Plantago picta
Plantago picta är en grobladsväxtart som beskrevs av John William Colenso. Plantago picta ingår i släktet kämpar, och familjen grobladsväxter. Inga underarter finns listade i Catalogue of Life.